# Municipio de Atzala
El municipio de Atzala es un municipio situado en el estado mexicano de Puebla. Según el censo de 2020, tiene una población de 1512 habitantes.

## Geografía
El municipio está localizado en el suroeste del estado, a 77.2 km de la ciudad de Puebla Limita al norte y al oeste con el municipio de Izúcar de Matamoros, al poniente con el municipio de Chietla y al sur con el municipio de Chietla e Izúcar de Matamoros.
Se encuentra dentro del valle de Matamoros. Su relieve en general es plano, pero está bordeado por lomeríos aislados que alcanzan alturas de hasta 200 metros sobre el nivel del mar. El valle tiene una altura de 1160 metros sobre el nivel del mar.
El municipio se encuentra dentro de la cuenca del río Nexapa, afluente del río Atoyac. El río Nexapa y uno de sus tributarios, el Atila, recorren el territorio del municipio, además de algunos afluentes temporales que bordean los lomeríos.
El clima es cálido (AW) todo el año, con estación seca.